# 加藤賢崇
加藤 賢崇（かとう けんそう、1962年10月17日 - ）は、広島県広島市生まれの日本のタレント。俳優・声優・ミュージシャン・DJ・漫画家・映画評論家等いくつもの肩書きがあり、その活動は多岐にわたる。音楽制作会社トイロミュージック所属。

## 来歴
上京後、演劇ユニット「ラジカル・ガジベリビンバ・システム」に参加し、『未知の贈り物』『亜熱帯の人』などに出演。俳優・タレントとして活動する傍ら、中嶋勇二、岸野雄一らとの歌謡ロックバンド「東京タワーズ」のボーカリストとして音楽活動も行う。1980年代よりKERA（ケラリーノ・サンドロヴィッチ）主宰の音楽レーベル「ナゴムレコード」に所属する。また電気グルーヴに加入する以前の砂原良徳やB-2 DEP'Tの中村滋とDEVOのコピーバンド「ディーポ」でも活動していた。
子供の頃に自身が生み出したオリジナルのキャラクター・いぬちゃんで漫画を執筆しており、様々な雑誌で連載を持つ。
アニメでは『ビーストウォーズ』シリーズにおいてワスピーター（リターンズでは「スラスト」）の吹き替えを担当。同作「リターンズ」のインタビューにて「（アフレコ現場は）ベテラン声優さんのストレスの捌け口と化した場所であり、キャリアのステップアップに繋がらなかった」「これを機会に他のアニメからのオファーを待っていたが、どこからも声がかからなかった」と冗談半分に語っている。ワスピーターへの思い入れは強く、「玩具を買ったり、インタビューが載った本を何冊も買った」とも語る。
その後に出演した『超ロボット生命体 トランスフォーマー プライム』のWEB予告編では、演じているキャラクターとしてではなく加藤賢崇個人としての名前を出し、アニメのオファーを本気で待っていることをアピールする演出が行われている。
2011年から「ニュー ウェイヴほぼ30周年祭り」公式Ustream番組として、サエキけんぞうと「けんぞう&けんそうのHELLooニューウェイヴ）」（のち「ハロニュー!」に）を開始（2017年まで）。
母とその親族が原子爆弾に被爆しており、自身も被爆2世である。母（2009年死去）が、後年自身の体験について述べた手記をブログやnoteなどで公開している。

## 出演

### テレビ番組
- えびす温泉（テレビ朝日）
- 快傑えみちゃんねる（関西テレビ）
- 加藤賢崇のNEW WAVE '90（スペースシャワーTV）
- BUM（スペースシャワーTV）
- キス・ミス・チック（中京テレビ） - 放送開始〜1995年9月末まで出演。
- タモリ倶楽部（テレビ朝日系列）
- 天才てれびくんMAX（NHK教育） - 番組内コーナー「電脳ウォーズQ」のナレーションを担当。
- 週刊パソコン丼（日本テレビ）
- ことばドリル（2014年4月2日〜、NHK Eテレ） - アニメキャラクター「ドリルくん」の声及び「うたっておぼえる漢字ドリル」の漢字の歌を担当

### テレビドラマ
- サラリーマン教室（1986年 TBS系列）
- 熱中時代スペシャル（1987年 日本テレビ）
- ときめき盛りスペシャル（1987年 フジテレビ系列）
- 消しゴムお亜紀（1987年 TBS系列）
- 銀河テレビ小説 まんが道 青春編（1987年 NHK）
- ベッドでパパと呼ばないで（1988年 テレビ朝日系列）
- ドラマ23 モト子せんせいの場合（1988年 TBS）
- 君の瞳をタイホする!（1988年 フジテレビ）
- 男と女のミステリー→金曜ドラマシアター
  - 幸福発迷路行き（1988年11月25日）
  - 初恋の殺人者（1991年7月26日）
- DRAMADAS（関西テレビ）
  - もだえ苦しむ活字中毒者 地獄の味噌蔵（1990年6月）
  - 裸でご免なさい（1991年）
- DRAMADOS エロス・なす娘（1991年8月21日 関西テレビ）
- 旅情サスペンス（1991年 関西テレビ）
- 世にも奇妙な物語第2シリーズ「切腹都市（ハラキリシティー）」（1991年5月30日 フジテレビ）
- レコードハンター（1992年 WOWOW）
- 阿部由美子の誕生日（1994年 フジテレビ系列）
- 欲望の創製（1995年 フジテレビ系列）
- 土曜ワイド劇場（テレビ朝日）
  - 警視庁女性捜査班 第1作（1999年1月30日）
  - 法医学教室の事件ファイル 第11作（1999年6月26日）- 探偵事務所の所員 役
- ケータイ刑事 銭形泪「BS初のミュージカル!! 〜歌って踊って殺人事件〜」（2004年 BS-i）
- ケータイ刑事 銭形零「さよなら、愛しき人! 〜保険金連続殺人事件〜」（2005年 BS-i）
- まほろ駅前番外地（2013年 テレビ東京） - ヒロくん 役[6]
- 怪奇恋愛作戦（2015年1月、テレビ東京） - ゲスト・オタク 役

### 映画
- ドレミファ娘の血は騒ぐ（1985年）
- タンポポ（1985年）
- 雪の断章 -情熱-（1985年）
- おニャン子ザ・ムービー 危機イッパツ!（1986年）
- 精霊のささやき（1987年）
- 美味しい女たち（1987年）
- TOKYO-POP（1987年）
- ふ・た・り・ぼ・っ・ち（1988年）
- 童貞物語2・チェリーボーイズ（1988年）
- 危ない話/奴らは今夜もやってきた（1989年）
- パンツの穴5・キラキラ星見つけた!（1990年）
- 就職戦線異状なし（1991年）
- ワンルームストーリー（1991年）
- 地獄の警備員（1992年）
- ドライビング・ハイ!（1993年）
- ぷるぷる 〜天使的休日〜（1993年）
- タイム・リープ あしたはきのう（1997年）
- ベイビークリシュナ（1998年）
- シネマGOラウンド/月へ行く（2001年）
- お蛇ヶ池団地（2003年）
- COACH コーチ 40歳のフィギュアスケーター（2010年）
- 性感治療　股ぐらの処方箋（2019年7月5日、オーピー映画） - 映画館の支配人 役[7]
  - 劇場版・悦楽クリニック! 凛子の淫らな冒険（2019年8月29日、オーピー映画）※性感治療～の一般公開編集版[8]
- 乙姫二万年（2019年）

### ビデオ（Vシネマ 他）
- ヤッピー2（1987年）
- vos（1988年）
- KIDS ON（1989年）
- チャンネルゼロ（1989年）
- ドラッグレス（1991年）
- 2人のマジカルナイト（1991年）
- ダンドリくん（1992年） - 巡査 役
- ダ・ダーン（1992年）
- アイドル誕生物語 Niki-Niki伝説（1992年）
- パチンカー奈美（1992年）
- 普通の人々（1993年）
- バナナ白書 〜何でもありの僕と彼女〜（1994年）
- 怒りのZEN（1994年）
- ゴッド・ギャンブラー 〜球五郎烈球伝 〜（1994年）
- 毒婦（1995年）
- THE HYPER DETECTIVE 噂の探偵QAZ（1995年）

### テレビアニメ
- デジタルチャット
- ファイアボール チャーミング（レジナルド[9]）

### 吹き替え
- バットマン WOWOW版（ロビン）
- ビーストウォーズ 超生命体トランスフォーマー（ワスピーター[10]）
  - CG版ビーストウォーズ 激突!ビースト戦士（ワスピーター）
- ビーストウォーズメタルス 超生命体トランスフォーマー（ワスピーター）
  - CG版ビーストウォーズメタルス（ワスピーター）
  - ビーストウォーズメタルス コンボイ大変身!（ワスピーター）
- ビーストウォーズリターンズ 超生命体トランスフォーマー（ワスピーター/スラスト）
- ビーストウォーズ 超生命体トランスフォーマー アゲイン（ワスピーター）
- トランスフォーマー アニメイテッド（ワスピネーター）
- 超ロボット生命体 トランスフォーマー プライム（インセクティコン、ソウ）
- トランスフォーマー アーススパーク（スインドル[11])

### ゲーム
- ビーストウォーズシリーズ（ワスピーター）
  - トランスフォーマー ビーストウォーズメタルス64
  - トランスフォーマー ビーストウォーズメタルス 激突!ガンガンバトル

### CM
- 石原薬品
- 大塚商会
- サントリーリザーブ
- セガサターン　セガール＆アンソニー編（アンソニー）
- NOVA（キクちゃん）
- ミスタードーナツ
- 三井住友VISAカード
- ローソン
- 太鼓の達人
- 昭和シェル石油
- カルビー とうもりこ・えだまりこ（ナレーション）
- 日本ガイシ
- 中部電力
- トランスフォーマー/ビースト覚醒 日本語版予告（ワスピーター）

### ラジオ番組
- トロイの木馬 (JFN）
- 秋葉原ヤング電気館（ニッポン放送）
- 加藤賢崇TECHNO TRIBE（J-WAVE）

## 著書
- マッキントッシュ スクラップブック デスクトップの不思議を遊ぶ（1993年6月、翔泳社[12]）- 市川連と共著
- 加藤賢崇作品集 いぬちゃん 1985 - 1993（ヤマハ音楽出版）

## 音楽作品
- 若さひとりじめ（1991年）ソロアルバム
- トロイの木馬（1993年）同名のラジオ番組で発表されたデモテープ等をコンパイルしたもの
- B-2 DEP'T / Ascending（1994年）砂原良徳と共同プロデュース